# Saulo de Castro
Saulo de Castro Abreu Filho ComM • OMM (São Paulo 7 de março de 1963) é um advogado e promotor de justiça brasileiro. Durante os governos Alckmin, Lembo e França em São Paulo, foi secretário estadual da Casa Civil, de Governo, da Segurança Pública e de Logística e Transportes.

## Biografia
Assumiu a Secretaria da Segurança Pública do Estado em 2002 no Governo de Geraldo Alckmin, onde permaneceu até no fim do Governo de Cláudio Lembo.
Mestre em Direito pela Pontifícia Universidade Católica (PUC), atuou como professor na mesma universidade. É Promotor de Justiça da Entrância Especial desde 1990. Depois de assumir várias comarcas em cidades do Interior e da Grande São Paulo, passou a titular do 1º Tribunal do Júri da Capital e, em 1995, passou a exercer o cargo de Corregedor Geral da Administração do governo paulista.
Em janeiro de 2001, ele assumiu a presidência da Fundação Estadual do Bem-Estar do Menor (Febem), atual Fundação Casa, e deixou o cargo ao ser nomeado secretário da Segurança Pública do Estado de São Paulo. Foi secretário da Segurança Pública na época dos ataques do Primeiro Comando da Capital (PCC).
No dia 30 de outubro de 2010, Saulo de Castro foi anunciado como Secretário dos Transportes no Governo de Geraldo Alckmin a partir de 2011.
Em 1 de janeiro de 2015, foi anunciado como Secretário de Governo no novo mandato de Geraldo Alckmin (2015-2018).
Em 4 de junho de 2018, foi agraciado com o grau de Comendador da Ordem do Mérito, de Portugal. Além dessa, também faz parte da Ordem do Mérito Militar no grau de Oficial especial desde 2003, quando foi admitido a ela pelo presidente Luiz Inácio Lula da Silva.